# 上海战役月浦攻坚战纪念碑
上海战役月浦攻坚战纪念碑是位於中華人民共和國上海市寶山區月浦公园内的纪念碑，主要紀念上海戰役以及月浦之戰。該紀念碑于2002年5月15日兴建，5月27日落成，碑名由亲身经历上海战役的时任中共中央军委副主席的迟浩田题写。2003年，上海战役月浦攻坚战纪念碑被宝山区人民政府公布为宝山区爱国主义教育基地。
纪念碑以及花坛总高5.27米，象征着中國人民解放軍攻佔上海的日期。纪念碑高5.15米，标志着中國人民解放軍攻佔月浦镇的日期。红褐色的大理石碑座上是两名正在中華民國國軍碉堡旁冲锋的士兵的铜像，一名手舉红旗，一名手持钢枪。碑体后方是一座花岗岩雕塑，左侧刻有“解放大上海”、“鏖战月浦”、“钳击吴淞口”等词，中间是和平鸽，右侧镌刻250余字的碑文。